# ザーギア
ザーギア（ベトナム語：Thành phố Gia Nghĩa）はベトナムの中部高原地方のダクノン省の省都である。人口は2019年時点で約64,500人、面積は284.11km2である。

## 行政区画
以下の6坊2社から構成される。
- ギアドゥク坊（Nghĩa Đức / 義德）
- ギアフー坊（Nghĩa Phú / 義富）
- ギアタン坊（Nghĩa Tân / 義新）
- ギアタイン坊（Nghĩa Thành / 義城）
- ギアチュン坊（Nghĩa Trung / 義中）
- クアンタイン坊（Quảng Thành / 廣成）
- ダクニア社（Đắk Nia）
- ダクルモアン社（Đắk R’Moan）

座標: 北緯11度59分 東経107度42分 / 北緯11.983度 東経107.700度